# Backsjön (Resele socken, Ångermanland, 703947-157732)
Backsjön är en sjö i Sollefteå kommun i Ångermanland och ingår i Nätraåns huvudavrinningsområde. Sjön har en area på 0,387 kvadratkilometer och ligger 387,1 meter över havet. Sjön avvattnas av vattendraget Nätraån.

## Delavrinningsområde
Backsjön ingår i det delavrinningsområde (703935-157648) som SMHI kallar för Ovan None. Medelhöjden är 404 meter över havet och ytan är 3,96 kvadratkilometer. Det finns inga avrinningsområden uppströms utan avrinningsområdet är högsta punkten. Avrinningsområdets utflöde Nätraån mynnar i havet. Avrinningsområdet består mestadels av skog (74 procent) och sankmarker (13 procent). Avrinningsområdet har 0,38 kvadratkilometer vattenytor vilket ger det en sjöprocent på 9,7 procent.